# Jeyrān Mīngeh
Jeyrān Mīngeh (persiska: جیران مینگه, Jeyrān Mangeh, جِيران مَنگِه) är en ort i Iran.   Den ligger i provinsen Kurdistan, i den nordvästra delen av landet, 400 km väster om huvudstaden Teheran. Jeyrān Mīngeh ligger 2 139 meter över havet och antalet invånare är 332.
Terrängen runt Jeyrān Mīngeh är platt åt nordost, men åt sydväst är den kuperad.Runt Jeyrān Mīngeh är det ganska glesbefolkat, med 28 invånare per kvadratkilometer. Närmaste större samhälle är Tīlkū, 10,3 km väster om Jeyrān Mīngeh. Trakten runt Jeyrān Mīngeh består i huvudsak av gräsmarker.